# Reliable User Datagram Protocol
Reliable User Datagram Protocol (RUDP) es un protocolo de nivel de transporte diseñado por Bell Labs para el sistema operativo Plan 9. Intenta proveer una solución para los casos en los que User Datagram Protocol (UDP) es muy precario —puesto que se necesita entrega ordenada— y que no necesitan la complejidad y entrega confiable de Transmission Control Protocol (TCP).
- Datos: Q2387128